# Gynacantha phaeomeria
Gynacantha phaeomeria är en trollsländeart som beskrevs av Maurits Anne Lieftinck 1960. Gynacantha phaeomeria ingår i släktet Gynacantha och familjen mosaiktrollsländor. IUCN kategoriserar arten globalt som otillräckligt studerad. Inga underarter finns listade i Catalogue of Life.